# Romário de Souza Faria Filho
Romário de Souza Faria Filho (født 20. september 1993) er en brasiliansk fodboldspiller.